# Трново (Нова Гориця)
Трново (словен. Trnovo) — поселення в общині Нова Гориця, Регіон Горишка, Словенія. Висота над рівнем моря: 780,8 м.